# Bassem Szab
Bassem Ramzi al-Szab (ur. w 1957 r. w Bejrucie) – libański kardiochirurg i polityk, protestant. W 2005 roku został deputowanym parlamentu z ramienia Strumienia Przyszłości, zastępując tragicznie zmarłego Bassela Fleihana. Mandat uzyskał ponownie w 2009 roku.